# 6607型驱逐舰
6607型驱逐舰（北约代号：鞍山级）是中国人民解放军海军正式装备的第一型驱逐舰，该型号共装备4艘，均为20世纪50年代购置于前苏联，为前苏联海军的7型驱逐舰（愤怒级），在中国称为6607型驱逐舰或简称为07型驱逐舰。该型四舰在1969-1970年间均拆除原有鱼雷发射管，换装2座双联装上游-1 (SY-1) 型反舰导弹发射架。
该型号舰只直到20世纪90年代初才正式退役，多用作展示舰或者停泊于军校作为教学使用。

## 概述
07型驱逐舰是前苏联在1936-1941年间建造的“7型”驱逐舰，设计来源于20世纪30年代意大利的设计思路，该型舰为短艏楼单烟囱双桅双桨双舵型，采用斜艏柱窄身圆艉的线形。
中华人民共和国成立以后，当时本来是决定利用通过香港渠道购买英国等国在第二次世界大战后裁军急于廉价抛售的退役旧舰船，由于朝鲜战争爆发因禁运而落空，转而以较高价格向前苏联购买旧舰。1953年6月4日，中苏签订关于海军技术援助的《“六·四”协定》，根据该协定苏联出售给中国的4艘7型驱逐舰，二战时期均服役于原苏联太平洋舰队。价格相当于17吨黄金。按照当时1金衡盎司黄金为35美元，4卢布兑换1美元，2.617元人民币新币兑1美元，相当于每艘舰价格1913万卢布，或人民币新币5000万元。二战前苏联建造7型驱逐舰的成本在2050~2735万卢布（欧洲部分的船厂）和3765~4195万卢布（远东地区的船厂）；二战后苏联新建30比斯型驱逐舰的价格1亿卢布。《“六·四”协定》供货价值的三分之一由中国方面交付现款，三分之二用苏联提供的贷款（贷款额6.1亿卢布，年息2%）偿付。
经过修整的4艘驱逐舰分两批交付中国海军：
- 1954年10月13日上午9时，在苏联太平洋舰队参谋长彼得罗夫海军少将率领7型驱逐舰“坚定”号和“炽热”号、254К型扫雷舰Т-43号、Т-45号以及2艘M级小型潜艇潜艇M-276号和M-277号组成的舰艇编队从海参崴驶抵青岛3号码头。10月24日，两艘驱逐舰被命名为“鞍山”舰和“抚顺”舰。25日，青岛海军基地政委卢仁灿在青岛永安大戏院宣读了中央军委关于“中国人民解放军海军驱逐舰大队”成立的命令，宣布任命苏军为驱逐舰大队大队长、刘成章为政委、魏建绩任参谋长，苏军、刘成章并分别兼任“鞍山”舰舰长、政委，马俊、王刚任“抚顺”舰舰长、政委。10月26日，中苏双方在军港码头上正式举行驱逐舰交接签字和命名授旗仪式。彼得罗夫代表苏方、卢仁灿代表中方分别在交接证书上签字。
- 1955年6月28日第二批7型驱逐舰“凛冽”号和“纪录”号抵达青岛移交给中国海军，分别被命名为“长春”和“太原”，任命高基隆为“长春”舰舰长、尹万卿为政委，杨健为“太原”舰舰长、陆达为政委。

这4艘7型驱逐舰在国内也被称作07型驱逐舰，此外在海外也有以第一艘引进舰“鞍山”来称呼的“鞍山”级驱逐舰，6607型的说法实际上并不存在。至此，驱逐舰大队的舰艇数量由2艘增至4艘。最初舷号依次是101-104，不久后（不晚于1957年）改成了301~304。1961年9月改为201~204。1974年10月舷号依次改为101-104。虽然该型舰只设计已经落伍，但依然是当时在解放军海军服役的舰艇中，吨位最大的主力水面战舰（当时重庆号巡洋舰早已沉没，并退出战斗序列），被海军官兵称为“四大金刚”。在051型驱逐舰出现以前一直是中国人民解放军海军最强大的水面舰只。

### 改装
20世纪60年代末至70年代初，该型号军舰均进行了现代化改装，拆除了原有2座三联装533mm鱼雷发射管，改装了两座双联装上游一号 (SY-1) 反舰导弹发射装置，由火炮魚雷驱逐舰改装成导弹驱逐舰，1969年5月至1970年2月“抚顺”舰率先进行改装，其余三艘舰在1970年至1974年改装。类似的改装也出现在同一时期引进的4艘01型护卫舰上。

## 退役
该型四舰于20世纪80年代末至90年代初，由于船体严重老化陆续退出中国人民解放军海军的序列。1989年，抚顺舰（舷号102）最先退役，后被卖到拆船厂拆除。1990年，长春舰（舷号103）退役后，被山东省乳山市购去停泊于该市的银滩做为展示舰用。1991年，太原舰（舷号104）退役后用于大连舰艇学院教学任务，停放于大连的老虎滩。1992年，鞍山舰（舷号101）退役后，陈列于青岛的中国海军博物馆，作为爱国主义教育基地供参观。以上104舰与101舰两舰均有现役军人负责维护保养，类似于美国第一艘木制护卫舰宪法号。

## 同级艦艇
| 舷号 | 舰名 | 原苏联海军舰名     | 建造船厂                      | 完工日期     | 交付中国海军日期 | 服役舰队 | 退役日期      | 备注                                                                                                  |
| ---- | ---- | ------------------ | ----------------------------- | ------------ | ---------------- | -------- | ------------- | --- |
| 101  | 鞍山 | Рекордный (记录)   | 海參崴 达尔扎沃德船厂         | 1941年9月4日 | 1954年10月14日   | 北海舰队 | 1992年4月24日 | 曾担任苏联太平洋舰队旗舰 退役后保存在山東省青島市 中國人民解放軍海軍博物館 艦名由055型驅逐艦103號傳承 |
| 102  | 抚顺 | Резкий (尖锐)      | 阿穆爾河畔共青城 阿穆尔造船厂 | 1941年       | 1954年10月14日   | 北海舰队 | 1989年        | 退役后拆毁 艦名由056型護衛艦591號傳承                                                                 |
| 103  | 长春 | Решительный (果敢) | 海參崴 达尔扎沃德船厂         | 1941年       | 1955年6月28日    | 北海舰队 | 1990年        | 退役后停放在山東省乳山市银滩 艦名由052C型驅逐艦150號傳承                                              |
| 104  | 太原 | Ретивый (热心)     | 阿穆爾河畔共青城 阿穆尔造船厂 | 1941年       | 1955年6月28日    | 北海舰队 | 1991年9月19日 | 退役后停放在遼寧省 大連市 老虎灘 艦名由052D型驅逐艦131號傳承                                          |